# (9334) Moesta
(9334) Moesta est un astéroïde de la ceinture principale.

## Description
(9334) Moesta est un astéroïde de la ceinture principale. Il fut découvert le 16 octobre 1990 à La Silla par Eric Walter Elst. Il présente une orbite caractérisée par un demi-grand axe de 2,63 UA, une excentricité de 0,17 et une inclinaison de 11,9° par rapport à l'écliptique.

## Compléments